# Nova Esperança (Macapá)
Nova Esperança é um bairro do município brasileiro de Macapá, capital do estado do Amapá. Segundo o censo demográfico de 2022, realizado pelo Instituto Brasileiro de Geografia e Estatística (IBGE), sua população era de 3 788 habitantes e havia 1 027 domicílios particulares permanentes ocupados.
De acordo com o IBGE, em 2010 a população era de 4 568 habitantes e havia 1 014 domicílios particulares.
O bairro foi criado na década de 1970, com objetivo de receber os moradores das baixadas do Igarapé das Mulheres e do Elesbão, que eram as maiores ocupações espontâneas da cidade.